# Trihesperus
Trihesperus är ett släkte av sparrisväxter. Trihesperus ingår i familjen sparrisväxter.
Kladogram enligt Catalogue of Life:
| Trihesperus | \| \| Trihesperus glaucus \| \| \| \| \| \| Trihesperus latifolius \| \| \| \| |
|             | \| \| Trihesperus glaucus \| \| \| \| \| \| Trihesperus latifolius \| \| \| \| |
|             | Trihesperus glaucus                                                            |
|             |                                                                                |
|             | Trihesperus latifolius                                                         |
|             |                                                                                |